# 维斯塔阿莱格里-杜普拉塔
维斯塔阿莱格里-杜普拉塔是巴西南大河州的一个市镇。总面积119.326平方公里，总人口1492人，人口密度12.5人/平方公里。